# Infest (muziekfestival)
Infest is een jaarlijks muziekfestival gehouden op de universiteit van Bradford in Engeland. Het festival is vooral georiënteerd op elektronische muziek. Genres als industrial, EBM, futurepop, synthpop en powernoise zijn goed vertegenwoordigd.
Het festival wordt gehouden tijdens het bank holiday-weekend in augustus.

## Line-up

### 1998
- Alien Sex Fiend, Dust to Dust, Horatii, Leechwoman, man(i)kin, Nekromantik, Passion Play, Sneaky Bat Machine, Squid, Ultraviolence

### 1999
- Vrijdag: The DJ Wars: The Bratcave DJs Vs Deathstar Disco
- Zaterdag: Apoptygma Berzerk, Faithful Dawn, Killing Miranda, Sneaky Bat Machine, man(i)kin
- Zondag: Spahn Ranch, Inertia, Narcissus Pool

### 2000
- Vrijdag: Ultraviolence, Synapscape
- Zaterdag: VNV Nation, Manuskript, MS Gentur, Intra Venus, Project X, Void Construct
- Zondag: In Strict Confidence, Dream Disciples, Imminent, man(i)kin, Libitina

### 2001
- Vrijdag: Inertia, The Nine, Swarf,
- Zaterdag: Suicide Commando, Beborn Beton, P.A.L, Leechwoman, Katscan, Illumina,
- Zondag: Covenant, Dive, Icon of Coil, Monolith, Goteki

### 2002
- Vrijdag: XPQ-21, Psyche, Revolution by Night
- Zaterdag: Funker Vogt, Sonar, S.P.O.C.K (replacing Neuroticfish), Winterkälte, Greenhaus, Synthetic
- Zondag: Mesh, Noisex, Welle:Erdball, Asche, Aslan Faction

### 2003
- Vrijdag: cut.rate.box, scrap.edx, Tarantella Serpentine
- Zaterdag: God Module, Needle Sharing, Seabound, Tarmvred, Culture Kultür, Je$us Loves Amerika,
- Zondag: VNV Nation, Hypnoskull, [:SITD:], Resurrection Eve, Arkam Asylum

### 2004
- Vrijdag: Lights Of Euphoria, Ah Cama-Sotz, Action Directe
- Zaterdag: Suicide Commando, Proyecto Mirage, Plastic, Combichrist, Angel Theory, Skinflick
- Zondag: Assemblage 23, Converter, Spetsnaz, Mono No Aware (replacing Sara Noxx), Silence Is Sexy

### 2005
- Vrijdag: Fixmer/McCarthy, Powderpussy, Univaque
- Zaterdag: Covenant, Punch Inc, Decoded Feedback, HIV+, The Azoic, Tin Omen
- Zondag: Blutengel, KiEw, Iris, Final Selection, Deviant UK

### 2006
- Vrijdag Lab 4, Destroid, Schmoof
- Zaterdag Rotersand, Architect, Unter Null, Reaper, S.K.E.T., O.V.N.I
- Zondag Front Line Assembly, Wai Pi Wai, Stromkern, Frozen Plasma, Autoclav1.1

### 2007
- Vrijdag Portion Control, Greyhound, The Gothsicles.
- Zaterdag Apoptygma Berzerk, 13th Monkey, Dope Stars Inc., Caustic, Faderhead, Synnack.
- Zondag VNV Nation, Soman, Painbastard, Rupesh Cartel, E.S.A.

### 2008
- Vrijdag Coreline, Snog, Grendel.
- Zaterdag Skinjob, 100blumen, Santa Hates You, Heimataerde, 5F-X, And One.
- Zondag Deviant UK, Marsheaux, Tyske Ludder, Noisuf-X, Front 242.

### 2009
Geen

### 2010
- Vrijdag De/Vision, Heimstatt Yipotash, Mandro1d.
- Zaterdag Rotersand, x-Rx, Agonoize, Memmaker, Northern Kind
- Zondag Project Pitchfork, Nachtmahr (L'Âme Immortelle side-project), Ayria, Patenbrigade: Wolff, Concrete Lung and Parralox

### 2011
- Vrijdag Uturns, Code 64, Tactical Sekt.
- Zaterdag V2A, Maschinenkrieger 52 vs Disraptor, Alien Vampires, Absolute Body Control, Xotox, Hocico
- Zondag Analog Angel, Julien K, Shiv-R, mind.in.a.box, Sonar, VNV Nation